# Phasia apicalis
Phasia apicalis là một loài ruồi trong họ Tachinidae.